# Cathan
Cathan je obec v okrese Snohomish v americkém státě Washington. V roce 2000 zde žilo 526 obyvatel, ze kterých tvořili 90 % běloši, 4 % původní obyvatelé a 1,5 % Asiaté. 3 % obyvatelstva byla hispánského původu. Obec měla rozlohu 7 km², z čehož 1 % byla voda.